# Hamadríades (botânica)
Hamadríades é a denominação da região fitogeográfica que compreende a caatinga brasileira. O termo foi elaborado, em 1824, pelo botânico alemão Carl Friedrich Philipp von Martius. Em suas pesquisas no Brasil colonial, Carl classificou e elaborou 5 domínios florísticos que receberam nomes de ninfas gregas imortais e mortais, correspondendo, de modo geral, às regiões Norte, Centro-Oeste, Sudeste, Sul e Nordeste do pais..